# Patric Gehrig

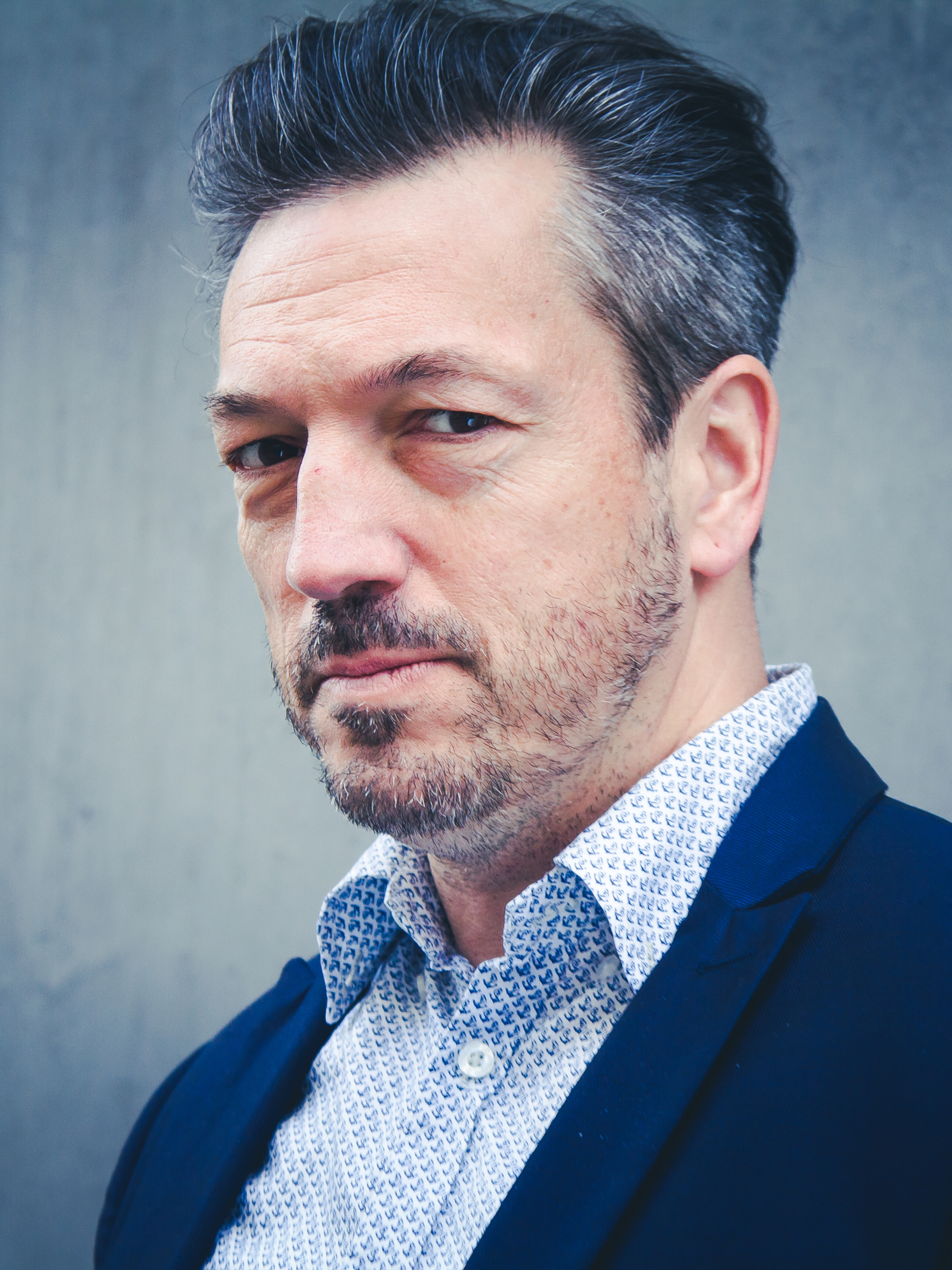
Patric Gehrig (2020)

Patric Gehrig (* 25. April 1971 in Luzern) ist ein Schweizer Schauspieler, Regisseur und Theaterproduzent.

## Leben
Patric Gehrig wuchs in Luzern auf und machte zunächst eine Ausbildung zum Koch und Gastronomen. Mit seiner Band Nàda und diversen anderen Projekten ist er seit 1992 auf den verschiedensten Bühnen im In- und Ausland als Sänger und Performer tätig. 2000 begann er sein Schauspielstudium an der European Film Actor School (EFAS) in Zürich. Sein Diplomseminar absolvierte er 2003 bei Dominik Graf.
Gehrig arbeitet als Schauspieler, Regisseur und Theaterproduzent an freien sowie auch staatlichen Bühnen in Deutschland und der Schweiz (u. a. Luzerner Theater, Schauspielhaus Zürich, Fabrik Theater Zürich, Tojo Bern, Schlachthaus Theater Bern, Kleintheater Luzern, Südpol Luzern).
Neben seiner Theaterarbeit ist Gehrig in Film- und Fernsehproduktionen zu sehen und arbeitet auch als Sprecher für Trickfilme, Hörspiele und Werbespots.
2005 gründete Gehrig zusammen mit Dominic Deville und Nina Steinemann die Figurentheaterbühne Splätterlitheater in Luzern. Es entstanden bis 2019 sieben abendfüllende Produktionen und ein Hörspiel. Am 13. Dezember 2019 verabschiedete sich das Splätterlitheater nach 14 Jahren mit in einer modernen Puppentheaterfassung des Shakespeare-Klassikers «Titus Andronicus» von seinem Publikum.
Gehrig ist seit Jahren kulturpolitisch stark aktiv und Mitglied in den Berufsverbänden t. Theaterschaffen Schweiz und Schweizer Syndikat Film und Video (SSFV).
Patric Gehrig lebt mit seiner Familie in Luzern.

## Filmographie (Auswahl)
- 2012: Là-haute (Kurzfilm)
- 2013: Sound of Nature (Kurzfilm)
- 2014: Chrieg (Kinofilm)
- 2015: Cassian (Webserie)
- 2015: The Wellington (Kurzfilm)
- 2016: Strange Place (Kurzfilm)
- 2016: Zoe (Spielfilm)
- 2018: Tranquillo (Kinofilm)
- 2018: Tatort: Die Musik stirbt zuletzt (Fernsehreihe)
- 2021: Wilder (Fernsehserie)
- 2021: Schalentiere (Kurzspielfilm)
- 2023: Frey (Kurzfilm)
- 2023: Tatort: Blinder Fleck (Fernsehreihe)
- 2025: Njerëzit (Kurzfilm)

## Hörspiele (Auswahl)
- 2015: Sina Ness: Schreckmümpfeli: Caput Mortuum (Holger) – Regie: Myriam Zdini (Original-Hörspiel, Kriminalhörspiel – SRF)
- 2024: Erwin Koch: Wahre Liebe: Doris und Josef (Josef) – Bearbeitung und Regie: Reto Ott (Original-Hörspiel – SRF)

Quelle: HörDat, die Hörspieldatenbank

## Auszeichnungen
- 2019: Anerkennungspreis der Stadt Luzern